# Bréhat
Pour les articles homonymes, voir Bréhat (homonymie).
Pour l’article ayant un titre homophone, voir Bréa.
Ne pas confondre avec la commune de l'Île-de-Bréhat.
L'île de Bréhat [bʁea] (en breton Enez Vriad) est située dans l'archipel de Bréhat, dont elle constitue l'île principale et l'essentiel du territoire de la commune d'Île-de-Bréhat (plus de 90 % de celui-ci). Une distance de 1,7 kilomètre la sépare de L'Arcouest (commune de Ploubazlanec), sur la côte nord-est des Côtes-d'Armor.

## Géographie

### Situation
D'une superficie de 290 ha, longue de 3,5 km et large de 1,5 km maximum, est en réalité composée à marée haute de deux îles (l'île Sud et l'île Nord), séparées par l'anse de la Corderie, mais réunies entre elles au XVIIIe siècle, par un pont-chaussée (ou pont ar Prat c'est-à-dire « Pont de la Prairie », appelé aussi « pont-chaussée Vauban »).

Le point culminant de l'île (et de l'archipel) est constitué d'un tertre rocheux, le Chrec'h Simon, haut de 35 mètres, situé dans la partie méridionale de l'île Sud.
La population de la commune se regroupe essentiellement sur l'île et compte 444 habitants en 2008, dont une grande partie se concentre autour du bourg situé dans la partie orientale de l'île Sud.
Les deux îles se distinguent tant par leur physionomie que par leurs climats respectifs :
- l'île Sud : d'un climat plus doux que sa voisine, a favorisé une très grande diversité de fleurs et de plantes, qui a valu à l'ensemble le surnom de l'« île aux Fleurs ».
On y trouve, en effet, des mimosas, des figuiers, des eucalyptus, des céanothes, des echiums, des agapanthes, ou des hortensias ;
- l'île Nord : balayée par les vents forts et salés, empêchant la végétation de croître, a développé un paysage aride de landes.

La commune ne fait partie d'aucune intercommunalité, bien qu'elle soit adhérente du Smitred Ouest d'Armor pour les questions relatives au traitement des déchets.

### Cadre géologique

Carte géologique du Massif armoricain, avec au nord-est le batholite mancellien et ses nombreux plutons de granite cadomien (Trégor, Lanhélin, Louvigné, Vire, Avranches…). Ce batholite dessine une ellipse de 150 km (d'Alençon à la Rance) sur 90 km (de Vitré à Vire).

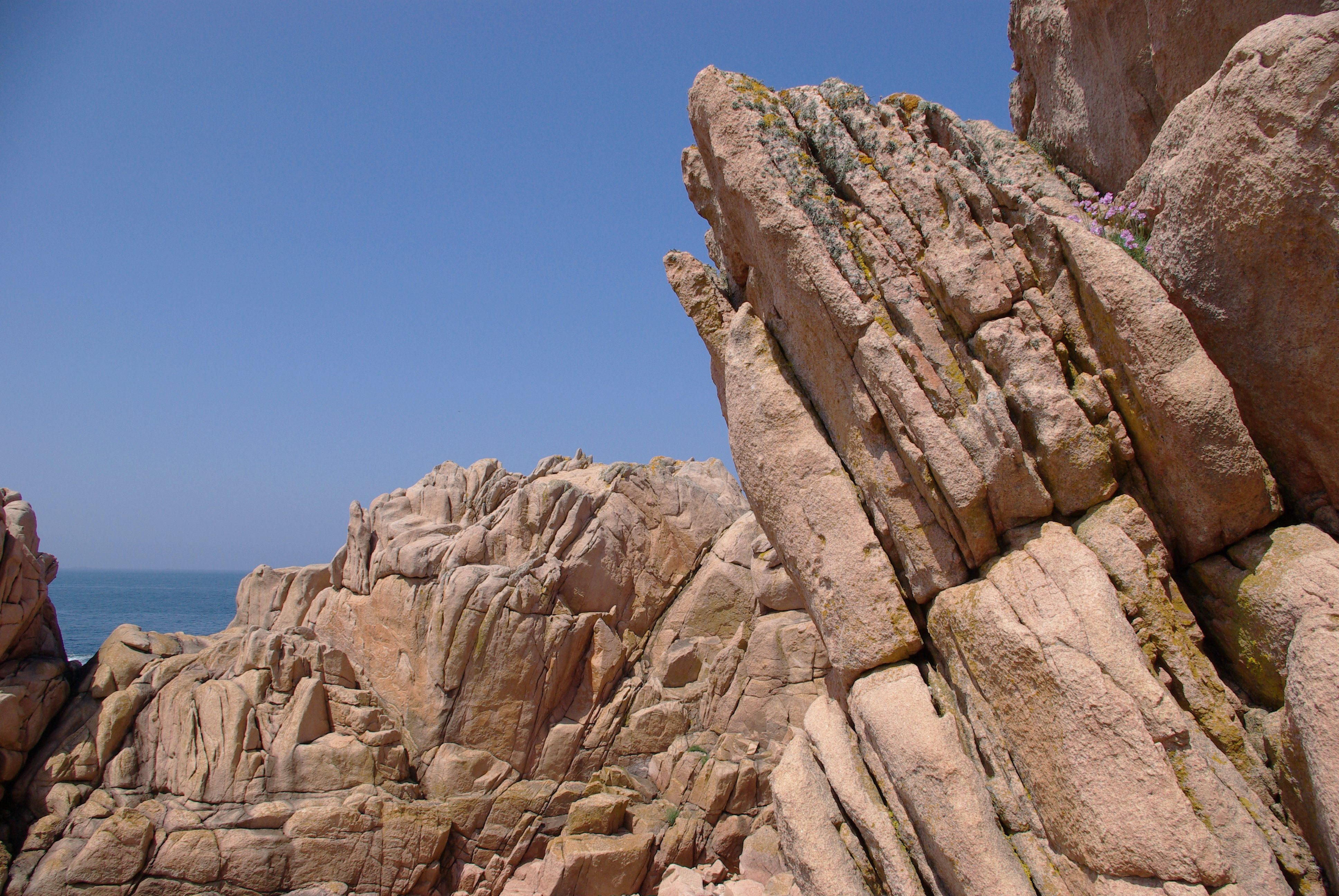
L'île de Bréhat est renommée pour sa côte de granite rose remarquablement découpée au milieu d'une multitude d'îlots. L'érosion en lames dans le granite est contrôlée par des diaclases subverticales.

Située à l'extrémité orientale du plateau du Trégor, Bréhat est localisée dans la partie médiane du domaine nord armoricain, unité géologique du Massif armoricain qui est le résultat de trois chaînes de montagnes successives. Le site géologique de Bréhat appartient plus précisément à l'unité du Trégor-La Hague représentée principalement par un complexe volcano-plutonique comprenant le batholite du Trégor s.s. (pluton de granitoïdes calco-alcalins — diorites à granites — mis en place au sein des gneiss icartiens et qui fait partie d'un ensemble plus vaste, le batholite mancellien) et les « Tufs de Tréguier » (tufs, ignimbrites et laves intermédiaires à acides).
L'histoire géologique du plateau du Trégor est marquée par le cycle icartien (de ca. -2 200 Ma à -1 800 Ma) dont la géodynamique est mal connue, et le cycle cadomien (entre 750 et 540 Ma) qui se traduit par la surrection de la chaîne cadomienne qui devait culminer à environ 4 000 m et regroupait à cette époque (avant l'ouverture de l'océan Atlantique) des terrains du Canada oriental, d'Angleterre, d'Irlande, d'Espagne et de Bohême. Cette ceinture cadomienne se suit à travers le Nord du Massif armoricain depuis le Trégor (baie de Morlaix) jusqu'au Cotentin. À une collision continentale succède une période de subduction de l'océan celtique vers le sud-est, sous la microplaque Armorica appartenant alors au supercontinent Gondwana. Des failles de direction N40°-N50°enregistrent un raccourcissement oblique, orienté environ NNE-SSW. Cette tectonique régionale entraîne un métamorphisme à haute température et basse pression. À la fin du Précambrien supérieur, les sédiments briovériens issus de l’érosion rapide de la chaîne cadomienne sont ainsi fortement déformés, plissés, formant essentiellement des schistes et des gneiss. Les massifs granitiques du Mancellien (notamment le massif côtier nord-trégorrois, le granite de Plouha, les diorites et gabbros de Saint-Quay-Portrieux), dont la mise en place est liée au cisaillement nord-armoricain scellent la fin de la déformation ductile de l'orogenèse cadomienne. À leur tour, ces massifs granitiques sont arasés, leurs débris se sédimentant dans de nouvelles mers, formant les « Séries rouges » qui se déposent dans le bassin ordovicien de Plouézec-Plourivo, hémi-graben limité au nord par la faille de Trégorrois. Les grands traits de l’évolution géologique du Trégor sont alors fixés. L'altération a également transformé les roches métasédimentaires en formations argilo-sableuses. Enfin, au Plio-quaternaire, les roches du substratum sont localement recouvertes par des dépôts récents issus de l'action du vent (lœss, limons sur les coteaux). 

La région de Bréhat est ainsi formée d'un plateau granitique de 30 m de hauteur, recoupé par un champ filonien de dolérite du Trieux, roche massive noire, à cristallisation très fine, ayant une composition de basalte tholéitique. Elle correspond à la subduction d'un domaine océanique vers le sud-est sous la marge nord du Gondwana, entraînant un métamorphisme à haute température et basse pression (subduction engendrant un bassin intra-arc ou une zone de chevauchement, les deux hypothèses restant débattues).
Pétrographiquement, parmi les différents granitoïdes du batholite nord-trégorrois, celui de Bréhat et des îlots voisins correspond à l'affleurement du « granite monzonitique de Pommelin-Bréhat », granodiorite rose à grain fin-moyen, ocre par altération météorique, caractérisée par la présence de fines baguettes vert-noirâtre d'amphibole (hornblende) et de petites enclaves arrondies riches en minéraux ferromagnésiens (biotite, hornblende). Le batholite a été ultérieurement (datation à 552 Ma) recoupé par l'intrusion d'un granite rouge aplitique (au Paon, à Guerzido…) montrant fréquemment des miaroles.
Économiquement, les granitoïdes de Bréhat et des îlots voisins « ont été recherchés pour les ouvrages portuaires du Goëlo, non seulement à Bréhat, mais aussi à L'Arcouest en Ploubazlanec, à Paimpol, à Port-Moguer en Plouha et même jusqu'à Binic ».
Touristiquement, les principaux aspects de la géologie dans cette région peuvent être abordés au cours de balades naturalistes et géologiques qui permettent d'observer sur un espace réduit du territoire, des roches d'âge et de nature différents, témoins de phénomènes géologiques d'ampleur (magmatisme, tectogenèse, métamorphisme, érosion…).

## Faune et flore
Au 30 septembre 2024, le site de l'INPN recense 771 espèces sur l'île de Bréhat, dont 152 espèces protégées et 53 taxons (espèces et sous-espèces) menacés et quasi-menacés. Ces espèces se répartissent dans les grands groupes suivants :
- 7 Escargots et autres mollusques
- 138 Oiseaux
- 15 Mammifères
- 24 Champignons et lichens
- 10 Crabes, crevettes, cloportes et mille-pattes : Chilopoda (chilopodes ou centipèdes) ; Diplopoda (diplopodes) ; Myriapoda (myriapodes)
- 88 Insectes et araignées
- 346 Plantes, mousses et fougères (à noter qu'à cette date aucune algue n'est répertoriée sur le site)
- 5 Amphibiens et reptiles

Parmi ces espèces, 10 sont considérées invasives par l'INPN :
| Nom scientifique de référence                                   | Noms vernaculaires |
| Acacia dealbata Link, 1822                                      | Mimosa argenté, Mimosa des fleuristes, Mimosa de Bormes, Mimosa d'hiver, Acacia argenté                                    |
| Artemisia verlotiorum Lamotte, 1877                             | Armoise, Herbe chinois, Marie-Thérèse                                                                                      |
| Baccharis halimifolia L., 1753                                  | Baccharis à feuilles d'Halimium, Baccharide à feuilles d'Halimium, Séneçon en arbre                                        |
| Buddleja davidii Franch., 1887                                  | Buddleia de David, Buddleia du père David, Arbre-à-papillon, Arbre-aux-papillons                                           |
| Cortaderia selloana (Schult. & Schult.f.) Asch. & Graebn., 1900 | Herbe de la pampa, Herbe des pampas                                                                                        |
| Myocastor coypus (Molina, 1782)                                 | Ragondin |
| Reynoutria japonica Houtt., 1777                                | Renouée du Japon, Reynoutrie du Japon                                                                                      |
| Rhododendron ponticum L., 1762                                  | Rhododendron du Pont, Rhododendron des parcs, Rhododendron pontique, Rhododendron de la mer Noire, Rhododendron de Bétique |
| Threskiornis aethiopicus (Latham, 1790)                         | Ibis sacré |
| Vespa velutina Lepeletier, 1836                                 | Frelon à pattes jaunes, Frelon asiatique, Vespa veloutée                                                                   |

### Algues
Algues répertoriées à Bréhat dans le cadre du réseau REBENT, au niveau de chaque étage algal au printemps et à l'automne 2020. Ces communautés de macroalgues sont désignées par le nom des espèces dominantes (structurantes).
Pc : communauté à Pelvetia canaliculata ; Fspi : communauté à Fucus spiralis ; An/Fves : communauté à Ascophyllum nodosum et Fucus vesicolosus ; Fser : communauté à Fucus serratus ; He:/Bb : communauté à Himanthalia elongata et Bifurcaria bifurcata.
| Espèce                    | Pc | Fspi | An/Fves | Fser | He/Bb |
| ------------------------- | -- | ---- | ------- | ---- | ----- |
| Ascophyllum nodosum       |    | X    | X       |      |       |
| Asparagopsis armata       |    |      |         |      | X     |
| Bifurcaria bifurcata      |    |      |         |      | X     |
| Bonnemaisonia hamifera    |    |      |         |      | X     |
| Calliblepharis jubata     |    |      |         |      | X     |
| Callithamnion tetricum    |    |      |         | X    |       |
| Catenella caespitosa      | X  | X    |         |      |       |
| Caulacanthus ustulatus    | X  |      |         |      |       |
| Ceramium ciliatum         |    |      |         |      | X     |
| Ceramium echionotum       |    |      |         |      | X     |
| Ceramium flaccidum        |    |      |         |      | X     |
| Chaetomorpha aerea        |    |      | X       |      |       |
| Chondracanthus acicularis |    |      |         |      | X     |
| Chondrus crispus          |    |      | X       | X    | X     |
| Chylocladia verticillata  |    |      |         |      | X     |
| Cladophora rupestris      | X  |      | X       | X    |       |
| Colpomenia peregrina      |    |      |         |      | X     |
| Corallina elongata        |    |      | X       |      | X     |
| Cystoclonium purpureum    |    |      |         |      | X     |
| Dictyota dichotoma        |    |      |         |      | X     |
| Enteromorpha compressa    | X  | X    |         |      | X     |
| Enteromorpha ramulosa     |    |      |         | X    | X     |
| Fucus serratus            |    |      | X       | X    | X     |
| Fucus spiralis            | X  | X    |         |      |       |
| Gelidium pusillum         |    |      | X       | X    |       |
| Gelidium spinosum         |    |      |         | X    |       |
| Gracilaria multipartita   |    |      |         |      | X     |
| Grateloupia filicina      |    |      |         |      | X     |
| Gymnogongrus crenulatus   |    |      |         |      | X     |
| Halopteris scoparia       |    |      |         |      | X     |
| Halurus equisetifolius    |    |      | X       |      |       |
| Halurus flosculosus       |    |      | X       |      |       |
| Hildenbrandia rubra       | X  | X    |         |      |       |
| Lithophyllum incrustans   |    |      | X       |      |       |
| Lithothamnion lenormandii | X  | X    | X       | X    |       |
| Lomentaria articulata     |    |      | X       | X    | X     |
| Mastocarpus stellatus     |    |      | X       | X    | X     |
| Membranoptera alata       |    |      |         | X    |       |
| Osmundea hybrida          |    |      |         |      | X     |
| Osmundea pinnatifida      |    |      | X       |      | X     |
| Palmaria palmata          |    |      | X       | X    | X     |
| Pelvetia canaliculata     | X  | X    |         |      |       |
| Plocamium cartilagineum   |    |      |         |      | X     |
| Polysiphonia lanosa       |    |      | X       |      |       |
| Pylaiella littoralis      |    |      |         | X    |       |
| Ralfsia verrucosa         |    |      |         | X    |       |
| Rhodophyllis divaricata   |    |      |         |      | X     |
| Rhodothamniella floridula |    |      | X       |      | X     |
| Sphacelaria cirrosa       |    |      | X       |      |       |
| Sporulations vertes       | X  | X    |         |      |       |
| Spyridia filamentosa      |    |      |         |      | X     |
| Ulva spp.                 | X  |      | X       | X    | X     |
| Verrucaria maura          | X  | X    |         |      |       |

| Espèce                    | Pc | Fspi | An/Fves | Fser | He/Bb |
| ------------------------- | -- | ---- | ------- | ---- | ----- |
| Ascophyllum nodosum       |    | X    | X       |      |       |
| Asparagopsis armata       |    |      |         |      | X     |
| Bifurcaria bifurcata      |    |      |         |      | X     |
| Calliblepharis jubata     |    |      |         |      | X     |
| Catenella caespitosa      | X  | X    |         |      |       |
| Caulacanthus ustulatus    |    |      |         | X    |       |
| Centroceras clavulatum    |    |      |         |      | X     |
| Ceramium ciliatum         |    |      |         |      | X     |
| Chaetomorpha aerea        |    |      | X       |      | X     |
| Chondracanthus acicularis |    |      |         | X    | X     |
| Chondrus crispus          |    |      | X       | X    | X     |
| Cladophora rupestris      |    |      | X       | X    |       |
| Cladostephus spongiosus   |    |      | X       | X    |       |
| Colpomenia peregrina      |    |      |         |      | X     |
| Corallina elongata        |    |      | X       |      | X     |
| Ectocarpales              |    |      |         |      | X     |
| Enteromorpha compressa    |    |      |         |      | X     |
| Eudesme virescens         |    |      |         |      | X     |
| Fucus serratus            |    |      | X       | X    |       |
| Fucus spiralis            | X  | X    |         |      |       |
| Fucus vesiculosus         |    |      | X       |      |       |
| Gelidium pusillum         |    |      | X       | X    | X     |
| Gelidium spinosum         |    |      |         |      | X     |
| Gymnogongrus crenulatus   |    |      | X       |      | X     |
| Halopteris scoparia       |    |      |         |      | X     |
| Halurus equisetifolius    |    |      | X       |      |       |
| Halurus flosculosus       |    |      |         |      | X     |
| Hildenbrandia rubra       | X  | X    |         |      |       |
| Laurencia obtusa          |    |      |         |      | X     |
| Lithophyllum incrustans   |    |      | X       | X    | X     |
| Lithothamnion lenormandii | X  | X    | X       | X    |       |
| Lomentaria articulata     |    |      | X       | X    |       |
| Mastocarpus stellatus     |    |      | X       | X    | X     |
| Melobesiae                |    |      | X       |      |       |
| Membranoptera alata       |    |      | X       | X    |       |
| Osmundea hybrida          |    |      |         |      | X     |
| Osmundea pinnatifida      |    |      | X       |      | X     |
| Palmaria palmata          |    |      | X       | X    |       |
| Pelvetia canaliculata     | X  | X    |         |      |       |
| Phyllophora crispa        |    |      |         |      | X     |
| Plocamium cartilagineum   |    |      |         |      | X     |
| Polyides rotundus         |    |      |         |      | X     |
| Polysiphonia lanosa       |    |      | X       |      |       |
| Ralfsia verrucosa         |    |      | X       |      |       |
| Rhodothamniella floridula |    |      | X       | X    |       |
| Sporulations vertes       | X  | X    |         |      |       |
| Ulva spp.                 |    |      | X       | X    | X     |
| Verrucaria maura          | X  | X    |         |      |       |